# Şükrü Saracoğlu
Şükrü Saracoğlu (Ödemiş, 17 de junio de 1887 - Estambul, 27 de diciembre de 1953) fue un político y dirigente deportivo turco. Ocupó el cargo de primer ministro de Turquía desde 1942 hasta 1946, así como la presidencia del club deportivo Fenerbahçe S.K. desde 1934 hasta 1950.

## Biografía
Şükrü fue el primogénito de una familia de Ödemiş, en la actual provincia de Esmirna y por aquel entonces parte del Imperio otomano. Después de completar la educación básica en su ciudad, se desplaza a Esmirna para completar la secundaria con el mejor expediente de su promoción, y más tarde cursa estudios superiores en la Facultad de Ciencias Políticas de Estambul. Luego de trabajar durante un tiempo como funcionario y profesor de escuela en Esmirna, en 1915 tiene la oportunidad de emigrar a Suiza para completar su formación en ciencias políticas por la Universidad de Ginebra.
Al margen de la política, Saracoğlu ha sido presidente del Fenerbahçe Spor Kulübü desde 1934 hasta 1950. Bajo su mandato el club deportivo se hizo con los terrenos del estadio de fútbol de Kadıköy, que tiempo después ha sido renombrado «estadio Şükrü Saracoğlu» en su honor.

## Trayectoria política
Desde joven muestra interés por el movimiento nacionalista turco y mantiene contacto con miembros del Comité de Unión y Progreso. En 1918 regresa a Turquía para combatir en la guerra del Asia Menor a raíz del desembarco griego en Esmirna, y el triunfo turco en ese conflicto le convertiría en una respetada figura a nivel local. A comienzos de 1923 es nombrado alcalde de Ödemiş, su ciudad natal.
En junio de 1923 es elegido diputado por Esmirna en la Asamblea Nacional de Turquía y pasa a ocupar distintos cargos como miembro relevante del Partido Republicano (CHP) y del kemalismo. En un primer momento encabeza la delegación turca que negocia el intercambio de población con Grecia; entre 1924 y 1925 se convierte en ministro de Educación bajo el gobierno de Fethi Okyar, y entre 1927 y 1930 asciende a ministro de Finanzas en el gobierno de İsmet İnönü, donde diseña un plan de nacionalizaciones para afrontar los efectos de la Gran Depresión. Después de haber formado parte de una misión diplomática para el pago de la deuda del Imperio otomano, entre 1933 y 1938 asume la cartera de ministerio de Justicia.
Entre 1938 y 1942 ejerce como ministro de Asuntos Exteriores, en una etapa marcada por los preparativos y el estallido de la Segunda Guerra Mundial. Turquía no quería participar en el conflicto y en un primer momento se aproximó a Reino Unido y Francia, consiguiendo por parte de los franceses la cesión de la región de Hatay en 1939. Sin embargo, la firma del pacto Ribbentrop-Mólotov puso al país en una complicada situación. En junio de 1941, después de que la Alemania nazi invadiese los países balcánicos, Saracoğlu y el embajador Franz von Papen firmaron un pacto de amistad entre ambas naciones.

### Primer ministro de Turquía
La inesperada muerte de Refik Saydam obliga al presidente İsmet İnönü a nombrar a Saracoğlu primer ministro de Turquía en julio de 1942. Su mandato estuvo marcado por la Segunda Guerra Mundial y los problemas económicos de Turquía en el contexto de un conflicto armado. En un primer momento el país se mantuvo fiel al pacto de amistad con Alemania, pero a partir de 1943 se aproxima a Estados Unidos y las fuerzas aliadas por sus avances en África. Turquía termina declarando la guerra a las fuerzas del Eje en febrero de 1945, con la contienda ya decidida.
El otro aspecto que marca la gestión de Saracoğlu es la crisis económica de Turquía, con una notable caída de las exportaciones y el auge del mercado negro. Su gabinete trató de impulsar en 1942 un impuesto sobre el capital (Varlık Vergisi) que en la práctica discriminaba a los comerciantes de minorías religiosas y origen extranjero; la presión internacional hizo que fuese abolida en 1944. Un año más tarde se aprobó una reforma agraria que buscaba redistribuir tierras estatales y privadas a los campesinos, pero tampoco salió adelante por la oposición suscitada incluso en el seno de su partido.
Durante el mandato de Saracoğlu se promueve una apertura política con las primeras elecciones multipartidistas de 1946 entre el kemalista CHP y el conservador Partido Democrático, fundado por antiguos miembros del partido estatal.

### Últimos años
Después de que İsmet İnönü revalidase la presidencia en 1946, Saracoğlu renuncia a continuar como primer ministro y cede el cargo a Recep Peker. Entre 1948 y 1950 asume la presidencia de la Asamblea Nacional, y ese mismo año se retira de la política.
Aquejado en su última etapa de la enfermedad de Parkinson, fallece el 27 de diciembre de 1953 en Estambul, a los 66 años. Sus restos mortales permanecen enterrados en el cementerio Zincirlikuyu.